# Periaman wallacei
Periaman wallacei är en insektsart som beskrevs av William Lucas Distant. Periaman wallacei ingår i släktet Periaman och familjen hornstritar. Inga underarter finns listade i Catalogue of Life.